# Corynecercus bolivianus
Corynecercus bolivianus är en insektsart som beskrevs av Max Beier 1954. Corynecercus bolivianus ingår i släktet Corynecercus och familjen vårtbitare. Inga underarter finns listade i Catalogue of Life.